# Seitenverhältnis
Unter Seitenverhältnis im weiteren Sinne versteht man das Verhältnis von mindestens zwei unterschiedlich langen Seiten eines Polygons. Meistens wird damit das Verhältnis der Breite eines Rechtecks zu seiner Höhe angegeben. Ein Quadrat hat das Seitenverhältnis 1:1. Im Videobereich spricht man auch vom Aspect Ratio.

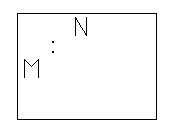
Das Seitenverhältnis Breite zu Höhe wird im Format N:M angegeben, im Kino jedoch M:N, also Höhe zu Breite

 Die Angabe des Seitenverhältnisses erfolgt bei Bildschirmen häufig als Bruch N:M (z. B. 16:9), oft wird dieser Bruch auch auf 1 normiert und ggf. gerundet (z. B. 1,78:1).

## Fotografie
In der Fotografie auf Filmmaterial kommen zahllose Formate mit unterschiedlichsten Seitenverhältnissen zum Einsatz. Die weiteste Verbreitung fanden die Formate 3:2 (Kleinbildfilm 135 mit 36 mm × 24 mm, Mittelformat-Rollfilm 120/220 mit 8,9 cm × 5,6 cm) sowie das Quadrat 1:1 (Instamatic 126 mit 28 mm × 28 mm, Rollfilm mit 6 cm × 6 cm). Nicht ganz exakt, aber nahe dran am Verhältnis 3:2 liegen auch die im Amateurbereich ehemals weit verbreiteten Pocket-Instamatic-Filme 110 mit 13 mm × 17 mm und das „Classic“-Format APS-C mit 16,7 mm × 23,4 mm. Mit dem APS-Film wurde das an das HDTV-System angelehnte 16:9-Format in die filmbasierte Fotografie eingeführt sowie ein Panoramaformat mit dem Seitenverhältnis 3:1.
Der Rollfilm dient auch als Basis mehrerer weiterer Formate, darunter Panoramakameras mit den Formaten 6 cm × 17 cm oder auch 6 cm × 20 cm. Weitere Verbreitung erreichten aber nur das Format 67 mit 6 cm × 7 cm sowie insbesondere das „645er“ mit 4,5 cm × 6 cm, mit dem das Seitenverhältnis 4:3 populär wurde, das auch heute noch beim digitalen Mittelformat gängig ist.
In der Großformat-Fotografie sind Seitenverhältnisse von 1,25:1 (4 Zoll × 5 Zoll und 8 Zoll × 10 Zoll), 1,4:1 (5 Zoll × 7 Zoll), 1,27:1 (11 Zoll × 14 Zoll) bis hin zu 2,5:1 (4 Zoll × 10 Zoll) üblich, sowie im metrischen System 1,25:1 (9 cm × 12 cm, (ca.) 13 cm × 18 cm, 18 cm × 24 cm).
Die zur Ausbelichtung verwendeten Fotopapiere hatten im Massenmarkt traditionell stets ein etwas kürzeres Seitenverhältnis als die verbreiteten Kameras im 3:2-Format, da die Bilder gewöhnlich mit einem Rand versehen waren. Bei den ehemals gängigen Formaten 7 cm × 10 cm und 9 cm × 13 cm ergab sich dadurch bei ca. 5 mm Rand im belichteten Bereich exakt wieder das vom Film verwendete Seitenverhältnis. Bei der Einführung randloser Vergrößerungstechniken behielt man zunächst die Papierformate bei, mit dem Seiteneffekt, dass die vergrößerten Fotos an den Schmalseiten stärker beschnitten wurden als an den Längsseiten, die Blätter waren „zu kurz“. Das Problem wurde mit der Einführung der sogenannten Kingsize-Formate, beispielsweise 10 cm × 15 cm für Kleinbildfilm, behoben. Fotopapiere, die als Blattware konfektioniert werden, weisen häufig ebenfalls kleinere Seitenverhältnisse als 3:2 auf, sie liegen meist im Bereich zwischen 1,2:1 (6:5) und 1,4:1 (7:5), auch DIN-Formate („Postkarte“ 10,5 cm × 14,8 cm) kommen vor.
In der Digitalfotografie wurden die traditionell bei Film verwendeten Seitenverhältnisse übernommen. Die meisten digitalen Spiegelreflex-Kameras (DSLR) nehmen Bilder mit dem Seitenverhältnis 3:2 auf. Kameras nach dem Four-Thirds-Standard und die meisten digitalen Kompaktkameras dagegen verwenden das Format 4:3 – das gleiche Format verwenden die meisten Mittelformatkameras. Hinzugekommen ist insbesondere bei videofähigen Digitalkameras das Seitenverhältnis 16:9 (1,78:1).

## Film

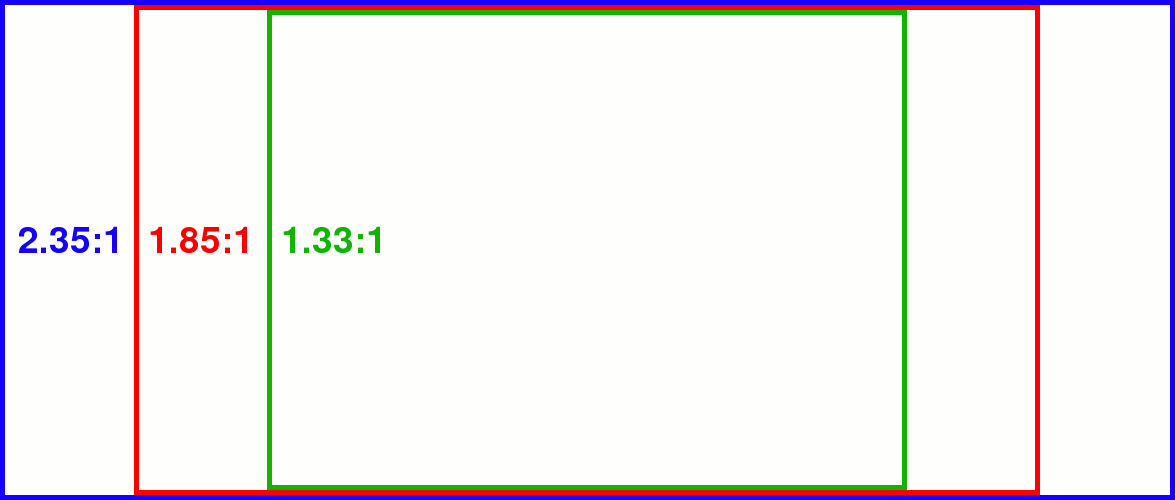
Vergleich der drei gebräuchlichsten Seitenverhältnisse: Der äußere Rahmen (blau) und der mittlere Rahmen (rot) sind die meistverwendeten Formate für Filmaufnahmen, der innere grüne Rahmen ist das (ehemalige) Standardformat 4:3 für das Fernsehen

Während der Entwicklung des Films gab es immer neue Bildformate, von denen die meisten jedoch früher oder später aus der Mode kamen. Andere wiederum blieben bis heute erhalten.
In heutigen Kinos haben die Leinwände ein Seitenverhältnis von etwa 1,85:1 und 2,37:1, sehr häufig allerdings auch dazwischen. Bei Projektionen im Seitenverhältnis 1,85:1 werden bei einer Leinwand mit breiterem Seitenverhältnis – beispielsweise 2,37:1 – links und rechts Teile der Leinwand abgedeckt. Bei Projektionen im Seitenverhältnis 2,37:1 bleiben bei schmaleren Leinwänden oben und unten Teile ungenutzt. Dies ist unabhängig davon, ob Film oder ein Video-Projektor zum Einsatz kommt.
Das klassische Bildformat des 35-mm-Tonfilms ist 1,37:1 (Academy Format, 22 mm × 16 mm). Ab den 1950er Jahren begann man, das Bildformat durch Abdecken oben und unten (matted) zu verbreitern. Anfangs (ab ca. 1950) auf 22 mm × 13 mm (1,66:1), später (ab ca. 1960) 22 mm × 12 mm (1,85:1). Außerdem wurden Filme in noch breiteren Formaten produziert, hier wurde wieder die volle möglich Bildfläche 22 mm × 18,5 mm benutzt und anamorphisch projiziert (erstmals 1953).
Dieses Seitenverhältnis findet auch beim Amateurfilm Anwendung.  Diese Verhältnisse werden erzeugt durch entsprechende Bildfenster in der Filmkamera bzw. Masken im Projektor, die in den Strahlengang eingefügt werden. Es wird also einfach nur ein kleinerer Ausschnitt jedes Filmrahmens benutzt, und dieser dann proportional gestreckt. (Weitere Erläuterung →siehe unter Open Matte)
Beim anamorphotischen Verfahren geht man einen anderen Weg. Das ursprüngliche Verhältnis von 2,39:1 (55:23, früher 2,35:1) wird mit Hilfe eines anamorphen Objektivs um den Faktor 2 verzerrt auf das Filmmaterial gebracht. Die Höhe des Bildes bleibt dabei erhalten. Bei der Vorführung des fertigen Films wird das Bild mit einem Faktor-2-Anamorphoten wieder entzerrt.
In den 1950er und frühen 1960er Jahren wurde mit verschiedenen Verfahren und Seitenverhältnissen experimentiert. Ein spezielles Verfahren war VistaVision (1954), wozu neue Kameras benötigt wurden, die auf horizontal geführten 35-mm-Film aufnahmen. Das Seitenverhältnis betrug 2:1 auf vertikal laufenden Kinokopien.
Die breitesten Filmformate sind das von 1952 bis 1962 eingesetzte Cinerama mit dem Seitenverhältnis 2,65:1 und das seit 1957 bis heute sehr selten eingesetzte Ultra Panavision 70 im Verhältnis 2,76:1.

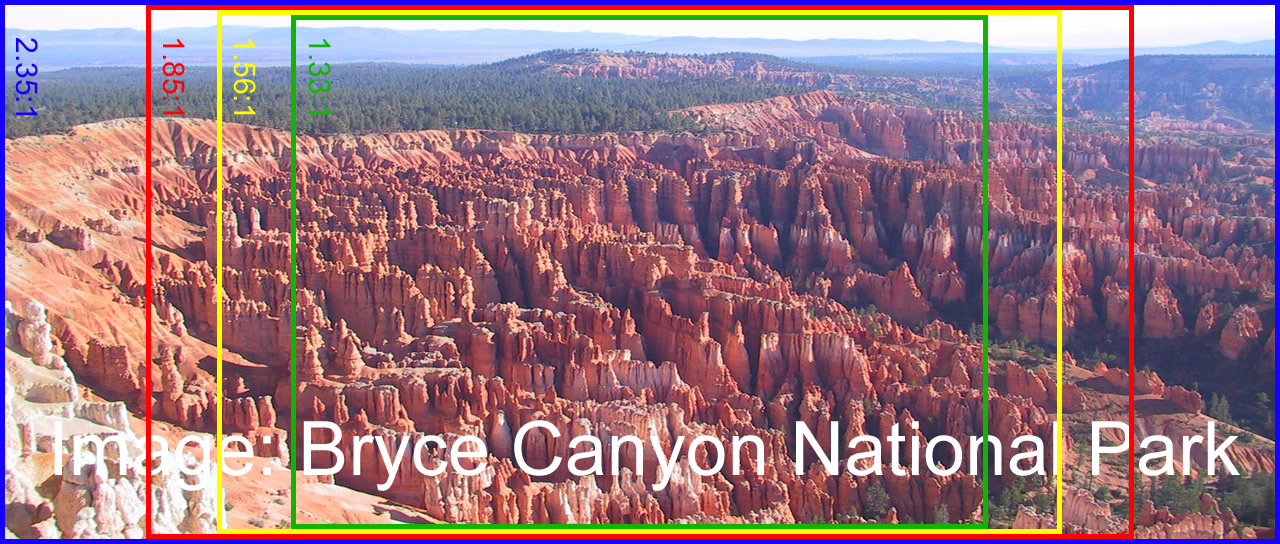
2,35:1-Bild (blauer Rahmen) mit gängigen Seitenverhältnissen im Kino
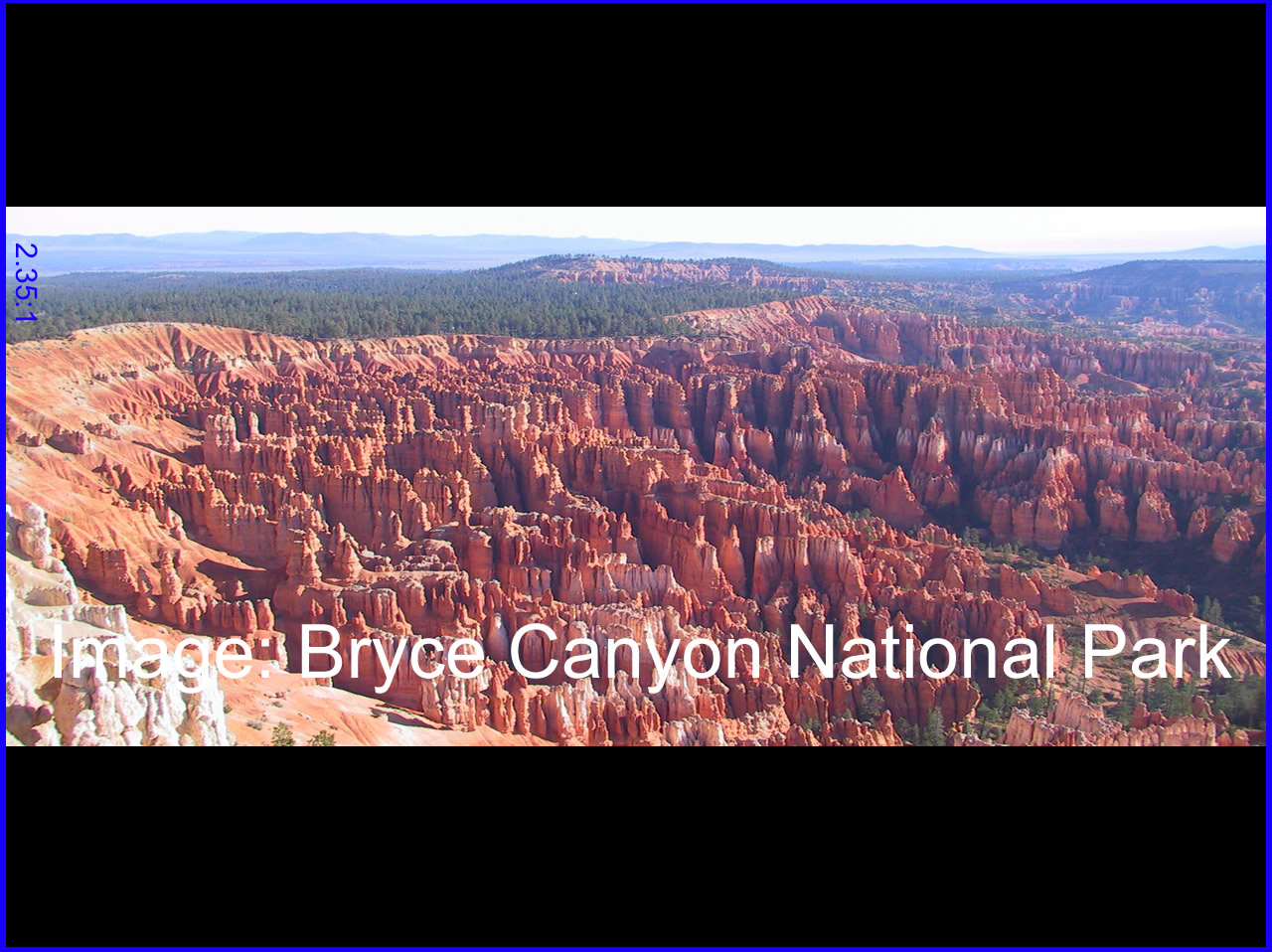
2,35:1-Bild mit Letterbox auf 4:3 gebracht. OAR bleibt erhalten, gesamtes Bild sichtbar
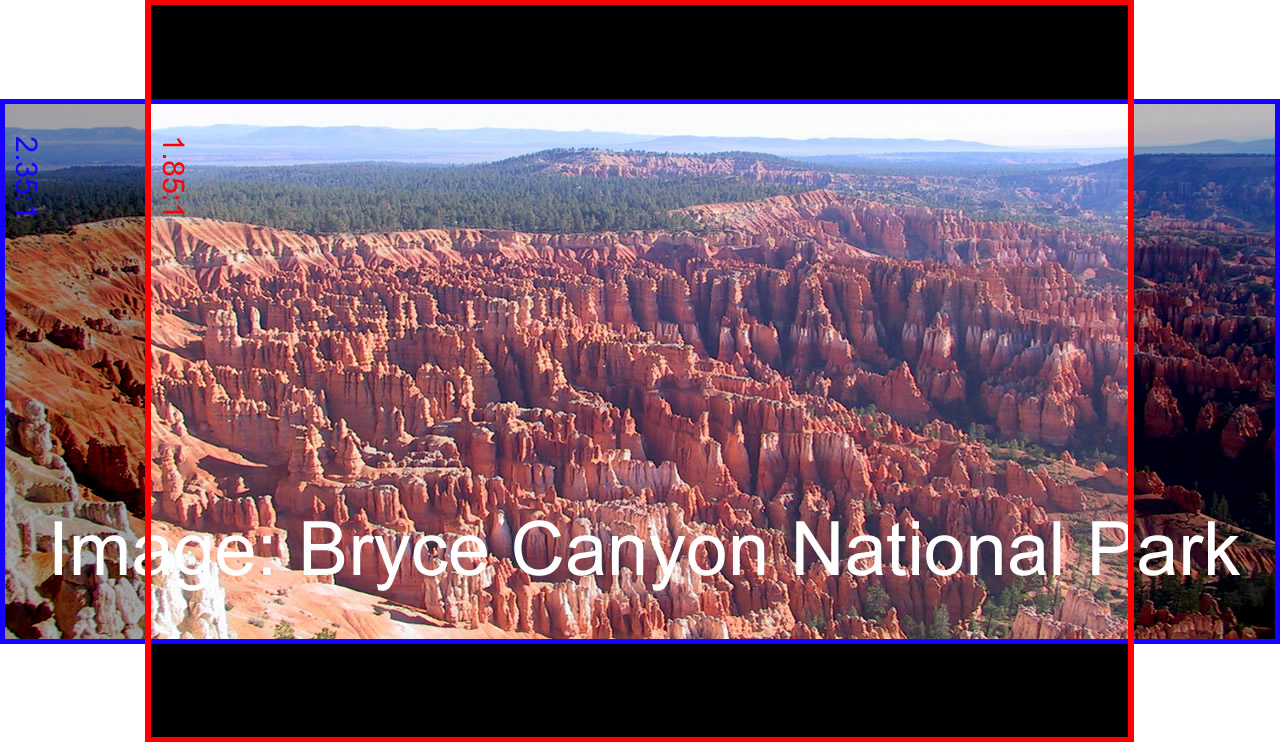
1,85:1-Bild mit Letterbox auf 4:3 gebracht. Falls OAR 2,35:1, dann fehlt ein Teil des Bildinhalts
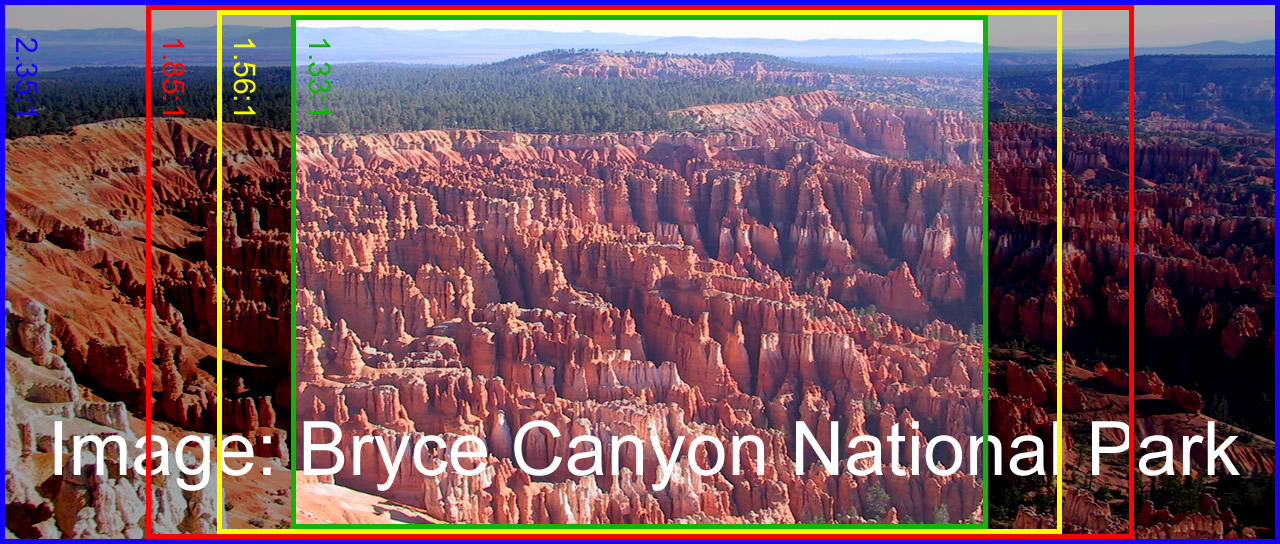
Breitbildformate per Pan&Scan auf 4:3 gebracht. Das Bild wird stark beschnitten

## Fernsehen und Video
Beim analogen Fernsehen (ursprünglich schwarz/weiß) war 4:3 jahrzehntelang das einheitliche Format, ebenso später sowohl beim deutschen PAL als auch beim französischen SECAM und dem US-amerikanischen NTSC Farbfernsehen. Ab den 1990er Jahren wurde immer häufiger das Format 16:9 (= 1,78:1) eingesetzt.
Die digitalen Fernsehnormen wie DVB und ATSC unterstützen bei einer Vielzahl von Pixelseitenverhältnissen die Anzeigeseitenverhältnisse 16:9 und 4:3 sowie theoretisch 2,21:1 (etwa 20:9), welches in der Praxis nicht eingesetzt wird. Beim hochauflösenden Fernsehen (HDTV) ist das Seitenverhältnis 16:9 üblich.
Bei DVD, SVCD und DVB werden die Bilder häufig anamorph gespeichert – analog zum CinemaScope-Verfahren.
Vor allem bei größeren und hochwertigen Fernsehgeräten setzte sich mit der Digitalisierung und der Abkehr von der Kathodenstrahlröhre (CRT) das Seitenverhältnis 16:9 durch. Ab 2009 kamen auch noch breitere Geräte im Format 21:9 (korrekt 64:27 = 2,37:1) auf den Markt, welche Kinofilme im Format 2,39:1 ohne horizontale Streifen anzeigen können, wobei kein dafür optimiertes Quellmaterial existiert und die meisten Inhalte mit vertikalen Balken bzw. aufgeblasen oder verzerrt angezeigt werden müssen.
|     | 21:   | 16:  | 15: | 14:  | 12: |
| --- | ----- | ---- | --- | ---- | --- |
| :8  |       | 2:1  |     |      | 3:2 |
| :9  | 64:27 | 16:9 | 5:3 | 14:9 | 4:3 |
| :10 |       | 8:5  | 3:2 |      |     |
| :12 |       | 4:3  | 5:4 |      | 1:1 |

## Andere Formate
- √2:1 – Das Seitenverhältnis beim DIN-A4-Blatt und verwandten DIN-Maßen. Bei einer Teilung des Rechtecks durch Halbierung der längeren Seite entstehen wiederum zwei Rechtecke mit demselben Seitenverhältnis (≈1,4142:1)
- Φ:1 – Seitenverhältnis im Goldenen Schnitt (≈1,618:1)
- 5:3 – Findet neben dem noch breiteren 1,85:1 als Filmformat Verwendung (entspricht 15:9). PDAs und vergleichbare Geräte der jüngeren Zeit, meist ausgestattet mit Netzwerk- und Videofähigkeiten sowie einem Touchscreen, verwenden es zwischenzeitlich ebenso, z. B. mit Bildschirmauflösungen von 800 × 480. Es ist unter anderem auch das Seitenverhältnis der Flaggen Deutschlands, Liechtensteins, Luxemburgs und 17 weiterer Staaten (Stand: 2024).

## Anzeigeseitenverhältnis
Das Anzeigeseitenverhältnis (englisch Display Aspect Ratio, DAR) gibt zunächst nur das Verhältnis der Breite zur Höhe (in Längeneinheiten, etwa cm) des Bildes auf dem Ausgabemedium an. Oft wird damit aber auch für ein anzuzeigendes Bild das Verhältnis der Breite zur Höhe des Teils des Ausgabemediums, auf dem es (unverzerrt) dargestellt werden soll, bezeichnet (korrekterweise Originalseitenverhältnis oder OAR, siehe unten).

## Pixelseitenverhältnis
Das Pixelseitenverhältnis (englisch Pixel Aspect Ratio, PAR) gibt das Verhältnis von Breite zu Höhe eines einzelnen Bildpunktes (Pixel) des Ausgabemediums an.
Auf Computerbildschirmen sind Pixel standardmäßig quadratisch (PAR 1:1), beim (analogen) TV-Bildschirm sind sie – historisch bedingt – rechteckig, und zwar bei PAL 4:3 genau 128/117 = ca. 1,094, also etwas breiter als hoch.

## Umrechnung
Für ein digital codiertes Video gilt folgender mathematischer Zusammenhang:
{\displaystyle {\begin{aligned}{\mathit {PAR}}&={\frac {\mathit {DAR}}{\mathit {SAR}}}\\{\frac {x_{p}}{y_{p}}}&={\frac {\frac {x_{d}}{y_{d}}}{\frac {x_{s}}{y_{s}}}}={\frac {x_{d}}{y_{d}}}\times {\frac {y_{s}}{x_{s}}}={\frac {x_{d}}{x_{s}}}\times {\frac {y_{s}}{y_{d}}}\end{aligned}}}
PAR = pixel aspect ratiox/y-Verhältnis eines einzelnen Pixels
DAR = display aspect ratiox/y-Verhältnis des darzustellenden Bildes, z. B. 4/3 oder 16/9
SAR = storage aspect ratiox/y-Verhältnis der gespeicherten Auflösung (Anzahl der Pixel), z. B. 720/576
Die Pixel sind auf dem Medium häufig quadratisch gespeichert, d. h. PAR = 1:1; das vorliegende Seitenverhältnis des Bildes (DAR) mit diesen quadratisch gespeicherten Pixeln ist damit identisch mit SAR. Wichtige Ausnahmen von der Verwendung quadratischer Pixel sind DVD und (normalauflösendes) DVB.
DAR ist das benötigte Bildseitenverhältnis (das des Monitors oder, wenn nicht identisch, lediglich der Datei), das am Ende herauskommen soll, meistens entsprechend den Anzeigemonitoren 4:3 oder 16:9. PAR ist dann das Verhältnis, um das jedes Pixel bei der Darstellung horizontal (bei PAL) oder vertikal (bei NTSC) gestreckt werden muss, um das benötigte Bildseitenverhältnis DAR zu erhalten; dadurch werden alle Pixel nichtquadratisch in der Anzeige. Quadratisch und nichtquadratisch beziehen sich hierbei immer auf die Form des einzelnen Pixels, nicht auf die Form des Gesamtbildes.
Die nichtquadratischen Auflösungen 720 × 576 (PAL, was einem Verhältnis 5:4 statt 4:3 entspricht) und 720 × 480 (NTSC) 
sind historisch begründet; zu ihrer Kompensation wird bei der A/D-Wandlung zuweilen das quadratische 768 × 576 verwendet, wobei derselbe nichtquadratische analoge Bildpunkt durch Teile mehrerer quadratischer Pixel repräsentiert wird.

Seit dem Aufkommen der DVD allerdings werden nichtquadratische Pixelseitenverhältnisse auch bevorzugt zur vertikalen Auflösungserhöhung bei Breitwandfilmen ohne Erhöhung des Speicher- bzw. Bandbreitenbedarfs verwendet; durch anamorphe vertikale Stauchung (statt Streckung) der im 5:4-Verhältnis auf dem Medium gespeicherten Pixel auf 16:9 wird so eine unverzerrte Darstellung mit im Verhältnis zur Breite geringerer Höhe erzielt.
Die Skalierung auf das richtige DAR findet im Falle von {\displaystyle {\mathit {PAR}}\neq 1} bei der Darstellung/Dekodierung statt. Damit der Videodekoder die nötige Skalierung berechnen kann, wird entweder die DAR (MPEG2) oder PAR (MPEG-4) im Datenstrom gespeichert. Wird dieses Attribut bei der Dekodierung nicht beachtet, kann es zu Verzerrungen kommen. Häufig wird von der Darstellungssoftware (Videoplayer) auch das Überschreiben des Attributs unterstützt, da es in bestimmten Fällen schon falsch oder nicht im Datenstrom enthalten ist.

## Originalseitenverhältnis
Mit dem Originalseitenverhältnis (englisch Original Aspect Ratio, OAR) beabsichtigt der Regisseur, den Zuschauer seinen Film im originalen Seitenverhältnis sehen zu lassen. Beim Bildtransfer vom Kinofilm zum DVD-Film oder Fernsehfilm wird dabei das Seitenverhältnis nicht verändert, sondern bleibt (2,35:1, 1,85:1 oder 1,66:1) unangetastet. Da das Seitenverhältnis für die Fernsehausstrahlung in PAL und NTSC bei 1,33:1 (4:3) festgeschrieben ist, wird bei einer Ausstrahlung eines Kinofilmes mit OAR in PAL/NTSC dabei der „leere“ Bereich schwarz gefüllt, so dass über und unter dem Bild schwarze Balken entstehen – die sogenannte Letterbox, von manchen auch spöttisch „Trauerbalken“ genannt. Bei einer anamorphen Ausstrahlung wird das Bild nachträglich in das richtige Seitenverhältnis gestaucht, wobei ebenfalls schwarze Balken entstehen. Im Gegensatz dazu steht das Pan-and-Scan-Verfahren, bei dem an den Seiten Bildteile abgeschnitten werden, um die gesamte Fernsehschirmhöhe mit Bild zu füllen.